# June Anderson
Pour les articles homonymes, voir Anderson.
June Anderson est une soprano américaine née à Boston le 30 décembre 1952.

## Biographie
Après des études à l'Université Yale et l'obtention d'un diplôme de littérature française, elle suit, largement contre son gré et poussée par ses parents, des cours de chant à New York avant de devenir l'élève de Robert Léonard qui lui enseigne la technique du bel canto.
Elle fait ses débuts en 1978 dans le rôle de la Reine de la Nuit (la Flûte enchantée de Mozart) au New York City Opera, où elle chantera de nombreuses fois, notamment Donna Elvira (Don Giovanni de Mozart) et Gilda (Rigoletto de Verdi). Elle chante le second air de la Reine de la Nuit, en anglais, dans Amadeus de Milos Forman.
Elle fait ensuite essentiellement carrière en Europe dans le domaine du bel canto et du bel canto romantique. Elle fait ses débuts à l'Opéra de Paris (Palais Garnier) dans le rôle d'Isabelle de Robert le Diable de Meyerbeer avec Samuel Ramey, Alain Vanzo et Michèle Lagrange, un opéra représenté de très nombreuses fois au XIXe siècle mais très peu depuis. Le spectacle est télévisé et montre l'accueil enthousiaste du public, en particulier après l'air « Robert, toi que j'aime » où la noblesse de son port, la beauté et l'aisance de son registre suraigu et l'intensité émotionnelle de son chant lui font gagner les faveurs du public parisien. Un autre de ses succès marquants est Armida de Rossini au  Festival international d'art lyrique d'Aix-en-Provence en 1988.
L'un de ses rôles phares est Lucia di Lammermoor de Donizetti, qu'elle interprète à Florence et à Genève (1983), au Met de New York (1992).  Elle interprète le rôle d'Éléna, dans La Donna del Lago de Rossini, à Milan, aussi en 1992. La production controversée d'Andrei Serban de 1995 à l'Opéra Bastille la révèle à nouveau au public parisien qui l'avait un peu oubliée.
Elle explore ensuite davantage le répertoire verdien, puis allemand, tout en ajoutant le rôle de Norma de Bellini à son répertoire.

## Rôles en scène (extrait)
- (1989) Candide de Léonard Bernstein, au Barbican Center de Londres (rôle de Cunégonde)
- (2011) Salomé de Richard Strauss à la Monnaie de Bruxelles.
- (2012) Nixon in China de John Adams au Théâtre du Châtelet à Paris. (rôle de Pat Nixon)

## Discographie sélective
La Jolie Fille de Perth de Georges Bizet, June Anderson, Catherine Glover, Alfredo Krauss, Henry Smith, Gino Quilico, Le Duc de Rothsay, José Van Dam, Ralph, Margarita Zimmermman, Mab, Gabriel Bacquier, Simon Glover, Daniel Ottewaere, Un majordome, Philippe Duminy, Un ouvrier, Christian Jean, Un seigneur. Chœur de Radio France, Nouvel Orchestre Philharmonique, dir. Georges Prêtre. CD Emi classics 1985, report 2009.

## Décorations
- Commandeur de l'ordre des Arts et des Lettres Elle est faite commandeur lors de la promotion du 15 février 1996[3].